# Coelioxys weinlandi
Coelioxys weinlandi är en biart som beskrevs av Schulz 1904. Coelioxys weinlandi ingår i släktet kägelbin, och familjen buksamlarbin. Inga underarter finns listade i Catalogue of Life.